# Peter Price
Peter Price (n. 19 februarie 1942) este un om politic britanic, membru al Parlamentului European în perioadele 1979-1984, 1984-1989 si 1989-1994 din partea Regatului Unit.
1. 1 2 3  Deputații în Parlamentul European